# La Gangosa
La Gangosa (o La Gangosa-Vistasol) es una localidad española perteneciente al municipio de Vícar, en la provincia de Almería, Andalucía. Está situada en la parte oriental de la comarca del Poniente Almeriense. Se encuentra situada a una altitud de 78 metros y a unos 20 kilómetros de la capital de provincia, Almería.

## Geografía
La localidad de La Gangosa se encuentra al este del municipio de Vícar, en la comarca del Poniente Almeriense, al suroeste de la provincia de Almería, estando al pie de la sierra de Gádor y en la llanura del Poniente Almeriense (antiguo Campo de Dalías). Está próxima al mar Mediterráneo y limita al norte con la Sierra de Gádor, al sur con el barrio archilla y el término municipal de Roquetas de Mar, al este con El Parador y Aguadulce; y al oeste con Las Cabañuelas (barriada de Vícar).
El municipio de Vícar está formado por distintos núcleos de población, de los cuales los más importantes son, en cuanto a población, La Gangosa (supera los 10 000 habitantes) con más del 40% de la población del municipio y La Puebla de Vícar (4.300 habitantes), donde se encuentra la sede administrativa municipal de Vícar. 
Cabe destacar también la Villa de Vícar (Vícar Pueblo), remarcable por ser un pueblo típico de la Alpujarra, por su historia, y por mantener la capitalidad del municipio. Destaca también La Envía Golf, zona turística del municipio, que cuenta con campo de golf y el primer hotel-balneario de 5 estrellas de la provincia de Almería.

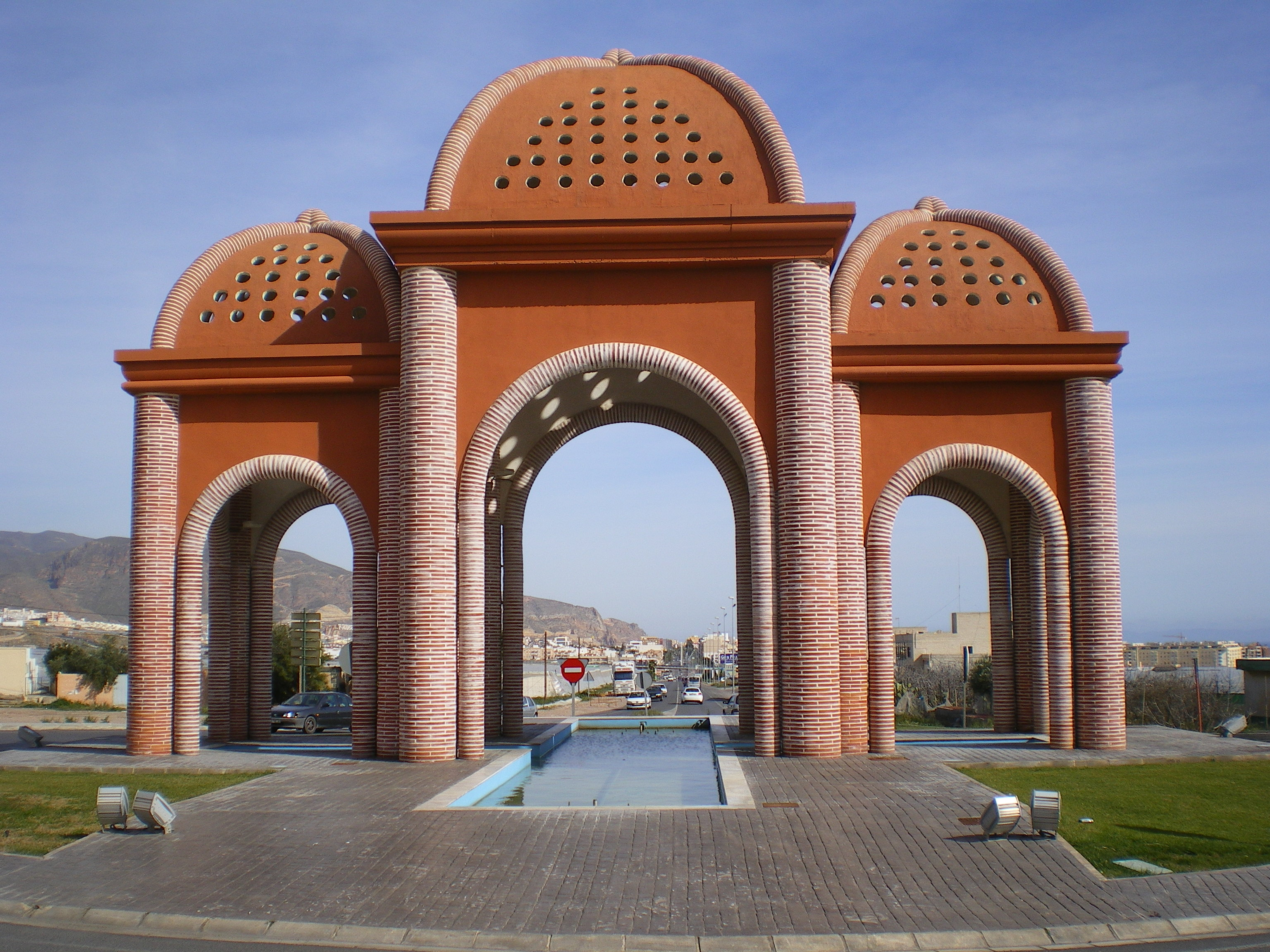
Puerta de Vícar, obra de Mª Ángeles Lázaro Guil, 2007.

## Demografía
El municipio de Vícar se divide en los siguientes núcleos de población (donde se incluye La Gangosa, según el nomenclátor de población publicado por el INE (Instituto Nacional de Estadística). Los datos de población se refieren a 2006:
| Entidad de Población          | Pob. (2006)  |
| ----------------------------- | ------------ |
| La Gangosa                    | 10225 (2017) |
| Puebla de Vícar               | 4.304        |
| Las Cabañuelas                | 3.847        |
| Congo-Canal                   | 2.047        |
| Llanos de Vícar               | 1.735        |
| Barrio de Archilla            | 648          |
| Villa de Vícar (Vícar pueblo) | 160          |

## Historia
La Gangosa es una localidad muy joven, que en los últimos treinta y cinco años ha pasado de tener unos cientos de vecinos y que ya supera los 10 000 (INE 2017 - 10225 hab.), con vecinos llegados desde la cercanas comarcas de la Alpujarra y de la Sierra de los Filabres, además de otros pueblos del interior de la provincia de Almería. En los últimos años, además, los nuevos vecinos llegan de múltiples sitios de España y del mundo, convirtiéndose en una localidad plural y multicultural. Este núcleo de población se formó en torno a una venta regentada por una mujer con "voz gangosa", de ahí el nombre de la "Venta de La Gangosa" y al Barrio San Luis, creándose varias urbanizaciones en torno a ella, como Vistasol o Hermanos Canos (Los Canos).
El sector económico principal de la localidad es la agricultura, aunque en los últimos años están creciendo los sectores servicios e industrial, al igual que en el resto de localidades del Poniente Almeriense.
Las Alhóndigas de La Gangosa, mercado en origen hortofrutícola, en los años 80 y primeros de los 90, fueron unos de los principales centros comercializadores de la agricultura almeriense, en el cual el pequeño agricultor llevaba sus hortalizas para que fuesen vendidas, en un sistema de subasta, similar al de las lonjas de pescado. Actualmente están en fase de desaparición, por las numerosos centros de manipulación y comercializadores (cooperativas agrarias, S.A.T.s...) existentes en la comarca y por la presión urbanística de la zona.

## Cultura
Las fiestas mayores de la localidad son el fin de semana próximo al 16 de julio, con motivo de la celebración de la Virgen del Carmen, el Día del Pilar (12 de octubre), también se celebran las (Cruces de Mayo) en la Plaza de la Cruz, y anteriormente en los Colegios Blas Infante y La Merced.
Otros eventos culturales a destacar son: la Semana Santa o el Hip Hop Street (enero), entre otros.

## Religión
En la localidad de La Gangosa, se encuentra diversos centros de culto religioso:
- Parroquia Nª Señora del Carmen (Católico), situada en el Camino Real, en la que se encuentra: 
  - Cofradía "Virgen de la Cabeza" de Almería-Vícar, filial de Andújar.
  - Hermandad del Stmo. Cristo de la Paz y Ntra. Sñra. de los Dolores (Jueves Santo)
  - La Concregación de Hermanas "María Reparadora".

- Iglesia "El Buen Pastor" (Evangélico), Calle Las Meninas del Barrio San Luis

## Deportes
En cuanto a instalaciones deportivas municipales en La Gangosa, se pueden encontrar:
- Pabellón Municipal de Deportes "José Cano" de La Gangosa.
- Pista de skateboard.
- Pistas polideportivas en sus tres colegios y en su instituto.

## Transportes
Por carretera, la Autovía del Mediterráneo (A-7) comunica a la localidad con el resto de la provincia de Almería y el resto de España, las salidas más próximas son al oeste, "Vícar-Puebla de Vícar" y al este "Roquetas de Mar-Aguadulce-Vicar Este". Además por la localidad discurre la carretera N-340a que la comunica con la ciudad de Almería y con  El Parador de las Hortichuelas, La Puebla de Vícar, Aguadulce y Roquetas de Mar. El aeropuerto más cercano está a 27 km y el puerto comercial de Almería está a 12 km.  La estación de ferrocarril de Almería se encuentra a 12 km de distancia y los autobuses que pueden tomarse en la misma estación de tren enlazan continuamente con La Gangosa.

## Edificios singulares

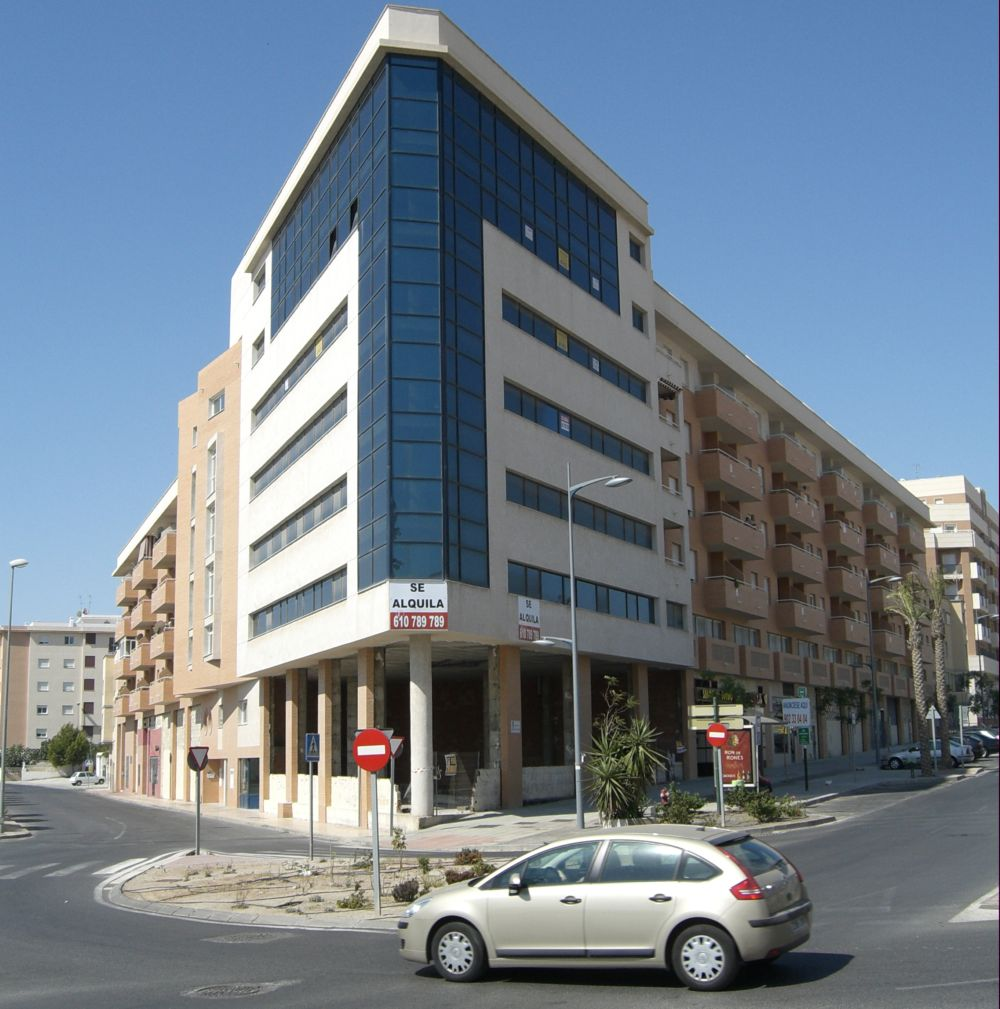
Edificio singular "Puerta de Vícar".

En 2005 se concluyó la construcción del denominado Edificio Singular "Puerta de Vícar", ubicado a la entrada de la localidad por el este, esta obra es de los arquitectos don Salvador Cruz Enciso y don José Eulogio Díaz Torres, de remarcable y moderna fachada acristalada en la escalera habilitada para oficinas. Promovido por Promociones Eslaza (Grupo Lazben), fue construido por la empresa Ferrovial Agromán. 